# 福井総合病院
福井総合病院（ふくいそうごうびょういん）は、福井県福井市にある病院。福井総合病院グループの中核を担う医療機関である。

## 概要
1962年に設立された医療法人福井病院が起源。一部を除き外来はサテライトクリニックの福井総合クリニックが行う。

## 交通アクセス
- 京福バス
  - 10・14系統（越前海岸ブルーライン）、11系統（大安寺線）、26系統（福井総合病院線）、80系統（鶉三国線）「福井総合病院」下車。
  - 15・19系統（越前海岸ブルーライン）、16系統（川西三国線）「島山梨子」下車、約500 m。

うち、80系統を除く各路線は北陸新幹線・ハピラインふくい線・えちぜん鉄道勝山永平寺線 福井駅発着、16・80系統（休日全便運休）はえちぜん鉄道三国芦原線 三国駅発着。両駅からそれぞれ所要30分前後。
- 自動車
  - E8 北陸自動車道 丸岡IC（ETC専用）より主に福井県道10号丸岡川西線経由、約14 km。
  - E8 北陸自動車道 福井北ICより国道416号経由、約16 km。
  - E67 中部縦貫自動車道 松岡ICより国道416号経由、約17 km。